# اوران جافا
اوران جافا (آلبانیایی: Uran Xhafa؛ زادهٔ ۱۹۵۱) بازیکن فوتبال اهل آلبانی بود.
وی همچنین در تیم ملی فوتبال آلبانی بازی کرده‌است.